# Cold Higham
Cold Higham est une paroisse civile et un village du Northamptonshire, en Angleterre.